# 滨湖韦里耶
滨湖韦里耶（法語：Veyrier-du-Lac，法語發音：[veʁje dy lak]）是法国上萨瓦省的一个市镇，位于该省中部，阿讷西湖东岸，属于阿讷西区。

## 地理
滨湖韦里耶（45°52'53"N, 6°10'38"E）面积8.21 平方千米，位于法国奥弗涅-罗讷-阿尔卑斯大区上萨瓦省，该省份为法国东部省份，历史上为薩伏依的一部分，北与瑞士接壤，西接安省，南至萨瓦省，东与瑞士和意大利接壤。
与滨湖韦里耶接壤的市镇（或旧市镇、城区）包括：阿莱克斯、阿讷西、芒通圣贝尔纳、瑟夫里耶。

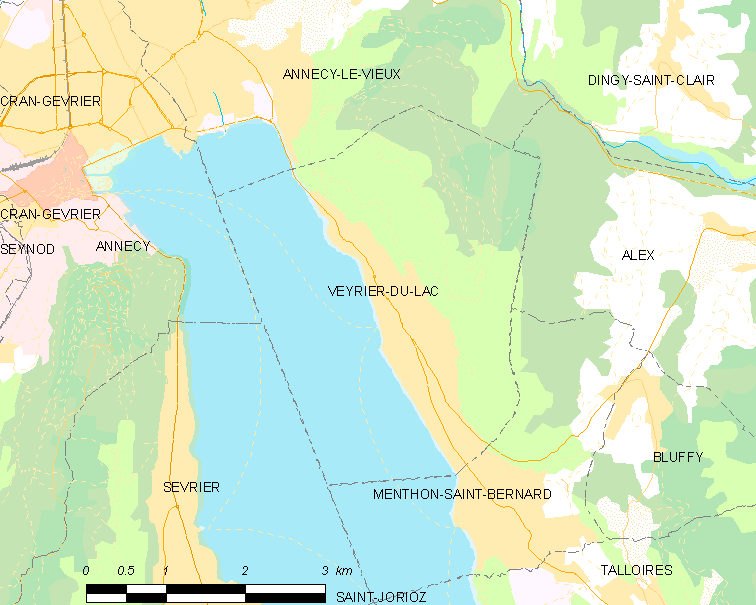
滨湖韦里耶的OSM定位图

滨湖韦里耶的时区为UTC+01:00、UTC+02:00（夏令时）。

## 行政
滨湖韦里耶的邮政编码为74290，INSEE市镇编码为74299。

## 政治
滨湖韦里耶所属的省级选区为法韦日-塞特内县。

## 人口

1962-2008年间滨湖韦里耶人口变化图示

滨湖韦里耶于2022年1月1日时的人口数量为2308人。